# Magdalene Sibylle de Saxa-Weissenfels
Magdalena Sibylle de Saxa-Weissenfels (2 septembrie 1648 – 7 ianuarie 1681) a fost o nobilă germană. A fost fiica Ducelui Augustus de Saxa-Weissenfels și a soției acestuia, Anna Maria de Mecklenburg-Schwerin. Bunicii paterni au fost Johann Georg I, Elector de Saxonia și Magdalene Sibylle a Prusiei.
La 14 noiembrie 1669, ea s-a căsătorit cu Ducele Frederic I de Saxa-Gotha-Altenburg. Cuplul a avut următorii copii:
1. Anna Sophie (n. 22 decembrie 1670, Gotha – d. 28 decembrie 1728, Rudolstadt); s-a căsătorit la 15 octombrie 1691 cu Ludwig Friedrich I, Prinț de Schwarzburg-Rudolstadt.
2. Magdalene Sibylle (n. 30 septembrie 1671, Gotha – d. 2 martie 1673, Altenburg).
3. Dorothea Marie (n. 22 ianuarie 1674, Gotha – d. 18 aprilie 1713, Meiningen); s-a căsătorit la 19 septembrie 1704 cu Ernst Ludwig I, Duce de Saxa-Meiningen.
4. Fredericka (n. 24 martie 1675, Gotha – d. 28 mai 1709, Karlsbad); s-a căsătorit la 25 mai 1702 cu Johann Augustus, Prinț de Anhalt-Zerbst.
5. Frederic II (n. 28 iulie 1676, Gotha – d. 23 martie 1732, Altenburg).
6. Johann Wilhelm (n. 4 octombrie 1677, Gotha – d. 15 august 1707), ucis în bătălie. A fost general imperial.
7. Elisabeta (n. 7 februarie 1679, Gotha – d. 22 iunie 1680, Gotha de variolă).
8. Johanna (n. 1 octombrie 1680, Gotha – d. 9 iulie 1704, Strelitz); s-a căsătorit la 20 iunie  1702 cu Adolf Frederic al II-lea, Duce de Mecklenburg-Strelitz.

1. ↑  „Magdalene Sibylle de Saxa-Weissenfels”, Gemeinsame Normdatei, accesat în 10 decembrie 2014
2. ↑  „Magdalene Sibylle de Saxa-Weissenfels”, Gemeinsame Normdatei, accesat în 30 decembrie 2014
3. ↑  Find a Grave, accesat în 28 noiembrie 2024